# Тимёнки (Омутнинский район)
Тимёнки — опустевшая деревня в Омутнинском районе Кировской области. Входит в Залазнинское сельское поселение.

## География
Находится на правом берегу реки Вятка на расстоянии примерно 15 километров по прямой на восток-юго-восток от районного центра города Омутнинск.

## История
Починок Карауловский основан в середине 1720-х годов Петром Иуповым из нынешнего села Всехсвятское Белохолуницкого района. В 1790 году было учтено дворов 3 и жителей 29, в 1816 6 и 38, в 1891 23 и 162, в  1926 40 и 241 соответственно. В советское время работали колхозы «Красный пахарь», им.Сталина, ии.Ленина, «Звезда» и совхоз «Загарский».

## Население
Постоянное население  составляло 5 человек (русские 100%) в 2002 году, 0 в 2010.